# Code voor het veilig vervoer van vaste bulklading
De Code voor het veilig vervoer van vaste bulklading (Code of Safe Practice for Solid Bulk Cargoes of Bulk Cargoes Code, BC-code) gaf de richtlijnen weer voor het verschepen van bulkgoederen met uitzondering van graan waarop de graancode van toepassing is. Met resolutie A.82(IV) werd op 28 september 1965 de code aangenomen. Op 15 november 1979 werd de code herzien met resolutie A.434(XI). De code is op 1 januari 2011 vervangen door de IMSBC-code. Het grootste verschil is dat de laatstgenoemde code verplicht is.
De BC-code is een uitwerking op basis van hoofdstuk 6 en 7 van de SOLAS: Special provisions for bulk cargoes other than grain. Door implementatie van deze richtlijnen in hun nationale wet- en regelgeving kunnen de nationale overheden voldoen aan hun verplichtingen op basis van dit verdrag. 

## Ontstaan van de BC-code
Miljoenen tonnen bulk goederen zoals kolen, graan, mineralen en ijzerertsen worden elk jaar in bulk verscheept. Het grootste deel van dit transport over zee gebeurt zonder noemenswaardige incidenten, toch vergaan er jaarlijks schepen met hun bemanning. Een eerste reactie hierop was in 1960. Een aantal incidenten werden opgemerkt en een aanpassing werd in de SOLAS gedaan. Het was toen enkel mogelijk om dit gedetailleerd weer te geven voor het transport van graan. Toch werd in 1965 door de IMO een internationale standaard geaccepteerd voor een veilige behandeling van transport voor bulk goederen met de BC-code.
In 1990 kwamen er echter opmerkenswaardig veel rampen en ongevallen met bulkcarriers voor. Dit was het gevolg van een overschatting van de groei van de internationale handel in de jaren 1980. Hierdoor waren veel scheepseigenaren gedwongen hun schepen langer dan voorzien te laten varen om uit de kosten te geraken. Vijftien jaar later resulteerde dit in veel oude bulkcarriers met een gemiddelde leeftijd van zo'n 20 jaar. Zo'n 90% van de ongevallen werd veroorzaakt door bulkcarriers ouder dan 15 jaar. Als gevolg werd in 1991 het volledige zesde hoofdstuk van SOLAS herschreven. Niet enkel graan, maar ook andere stukgoederen komen nu aan bod.

## Inhoud BC-code
- Definities
- Algemene voorzorgsmaatregelen betreffende laden en lossen
- Veiligheid van schip en personeel
- Beoordeling procedures voor een veilige vaart
- Trimprocedures
- Methoden om de storthoek te bepalen
- Lading die vloeibaar kan worden
- Lading met chemische gevaren
- Goede verdeling van lading met een hoge densiteit
- Speciale maatregelen voor lading met een storthoek kleiner dan 35°
- Andere gevaren
  - Oxidatie
  - Giftige gassen
  - Zelfontbrandbaar

### Bijlagen
De BC-code bevat 7 bijlagen:
1. Lijst van lading die vloeibaar kan worden
2. Lading met chemische gevaren
3. Lading die niet vloeibaar kan worden en geen chemische gevaar heeft
4. Testprocedures en bijhorende apparatuur
5. Noodprogramma
6. Binnen gaan van gesloten ruimtes
7. Gas monitoring van kolen